# Казасу (Браила)
Казасу (рум. Cazasu) насеље је у Румунији у округу Браила у општини Казасу. Oпштина се налази на надморској висини од 13 m.

## Становништво
Према подацима из 2002. године у насељу је живело 2973 становника, од којих су сви румунске националности.